# Сломер
Сломер е село в Северна България. То се намира в община Павликени, област Велико Търново.

## География
Село Сломер се намира в средата на Дунавската хълмиста равнина, Централна Северна България. Отстои северно на 17 км от общинския център гр. Павликени, 57 км от областния център гр. Велико Търново и на 41 км южно от гр. Свищов. Заедно със съседните села Батак и Карайсен образува своеобразен равнобедрен триъгълник с разстояние 4 км едно от друго. Водещите към селото пътища са от третокласната републиканска пътна мрежа, но са сравнително добри за пътуване. През зимния период се почистват и опесъчават.
Селището е разположено в долината на „Студена река“, която води началото си от чешма, намираща се на 700 м в землището на селото. Заобиколено е от всички страни с хълмове, което прави климата в самото село приятен за живеене през всичките сезони. Зимата е мека, а лятото – сравнително топло.
Землището на село Сломер се състои от обработваеми земеделски площи, ливади, пасища и гори. Почвата е черноземна и благоприятна за обработка и отглеждане на различни земеделски култури.

## История
Не е известно от кога е създадено село Сломер. Съществува легенда, че в древността в м. ”Слава могила”, която се намира на около 2 км северозападно от селото, е водена битка между противници, които впоследствие сключват мир. Там са открити върхове на стрели и части от други оръжия. По тази версия, селото се е казвало „Славамир“. Турците го наричали „Сла-мире“ и с течение на годините се е образувало днешното „Сломер“.
Друга версия за произхода на селото е, че тези земи са били населявани от славянски племена, чиито племенен вожд се е казвал Славомер-Славомир. Неговото име е носело и поселището. С течение на годините се е образувало днешното наименование „Сломер“.
Какво е станало с населението на селото не е известно. Знае се, че през средновековието жителите са били застигнати от чума и оцелелите са се заселили на 3 – 4 км югоизточно от бившето поселище, в долината на „Студена река“, където е разположено в днешно време с. Сломер.
По време на османската власт, селището е било заселено от турци. Отбелязано е в турските регистри още от 1585, 1618 и 1638 г. като „Славомир“ и „Ислаумир“. По последни данни, тук се е намирал чифликът на Рушид бей. За обработването на земите и за всякакви нужди на чифлика, в него са били заселени българи от съседните села Батак и Варана.
Не са известни някакви особени събития да са се случвали през османското владичество, освен през 1876 г. Тогава българското население е щяло да бъде изклано от войската на Митхат паша. Това се е случило на религиозния празник „Свети дух“. Сломерчанинът Григор Кадънков влиза в спор с турчин и го убива /по-късно местността е наречена "Убитите турци/. Турската власт се изплашва, че в селото има комити и праща редовна войска под командването на Митхат паша, която да накаже българското население в Сломер. Докато войската заемала позиция, довереникът Емин ага предупреждава бея и той спасява селото от унищожение.
По време на Руско-Турската Освободителна война, голяма част от населението е било българско. Една незначителна част са били турци, събрани в малка махала. Руските войски освобождават селото на 23 юни 1877 г. По това време, през 1878 и 1879 г. е построен и храма „Свети Йоан Рилски“. Иконите са подарени на църквата от Руския император, който по това време е квартирувал в с. Горна Студена – на 21 км от Сломер.
Старото училище на селото е построено през 1879 г., а през 1923 г. е завършена новата триетажна сграда на учебното заведение, която има и салон.
През годините на изграждането на Свободна България, селото дава своя дял с личността на Недялко Мочуров Атанасов – български учител, политик, Председател на две Обикновени Народни събрания, депутат в няколко Обикновени Народни Събрания, министър в Правителството на Стамболийски, който за прогресивните си идеи е лежал в затвора преди и след Девети септември 1944 г.
Сред жертвите на Балканската, Междусъюзническата, Първата и Втората световни войни има и сломерски войници.
По време на борбата против фашизма в Сломер е създадена структура на БСРП/к/ под ръководството на Самуил Неделчев Енчев – „Дядото“ за съпротива против фашисткото правителство. Организира се явочна квартира на Горнооряховския партизански отряд в дома на Елена Атанасова. Селото дава и един партизанин на Горнооряховския партизански отряд, Сава Друмев – участник и във Втората фаза на Втората световна война.
Непосредствено след Девети септември 1944 г. в Сломер са изпратени новосъздадени милиционерски отряди със задача да заловят и транспортират с камиони до Околийския град верните на фашистката власт селяни. Милиционерите арестуват и натоварват в два камиона определените хора и привечер тръгват за града. На края на селото ги изчаква Самуил Неделчев Енчев – „Дядото“, ляга на пътя и не позволява хората да бъдат транспортирани до града. Така спасява живота им.
През годините на социализма селото се развива и процъфтява. Центърът му е напълно обновен. С общ, доброволен труд е построена новата сграда на читалище „Развитие“ (1965), сградата на Кметството, Пощата и Здравната служба и сградата, в която се помещават днес офисите на двете земеделски кооперации. Открит е стол за обяд на учениците, магазин за плодове, зеленчуци и вино, където се предлага произведена от кооперацията продукция на преференциални цени. Създава се и целодневна детска градина. Изгражда се център на РПК, в който отварят врати сладкарница, хранителен магазин, железария, магазини за дрехи и обувки и смесен магазин, ресторант с дансинг и сцена за оркестър. В двора на училището и детската градина се оформя и парк с шадраван. Отново с общ труд са съборени старите, едноетажни кирпичени къщи и са построени нови две- и триетажни, тухлени. Улиците са асфалтирани, а до всяка къща е прокаран водопровод.
Новото време доведе и първия демократично избран кмет във Великотърновска област, Борис Борисов Линков, роден през 1967 г. в с. Сломер. Той събира 90 (деветдесет) процента от гласовете на гласоподавателите.
С. Сломер е селище със затихващи функции. Голяма част от младото поколение напуска родното си място, поради различни причини. Построеното с много труд от сломерчани се руши. Сградата на детската градина е съборена, училището се руши, а паркът с шадравана е оставен на произвола. От чешмата-войнишки паметник отдавна не тече вода. Рушат се и помещенията на магазините и ресторанта.

## Население
Преброяване на населението през 2011 г.
Численост и дял на етническите групи според преброяването на населението през 2011 г.:
|                     | Численост | Дял (в %) |
| Общо                | 410       | 100,00    |
| Българи             | 396       | 96,58     |
| Турци               | 0         | 0,00      |
| Цигани              | 0         | 0,00      |
| Други               | 0         | 0,00      |
| Не се самоопределят | 0         | 0,00      |
| Неотговорили        | 12        | 2,92      |

## Религии
Населението изповядва източноправославна вяра. В центъра на с. Сломер се намира храма „Свети Йоан Рилски“. Стенописите и фреските са автентични и много добре съхранени.

## Обществени институции
Кметство
Здравна служба
Читалище „Развитие“
Храм „Свети Йоан Рилски“
Основно училище „Димитър Благоев“ – НЕ ФУНКЦИОНИРА
Целодневна детска градина – НЕ ФУНКЦИОНИРА
ОППК „Съгласие-Сломер“
ЗКПУ „Доверие-Сломер“
Пенсионерски клуб „Еделвайс“
Два магазина
Три кафенета-кръчми
Два лицензирани пункта за изкупуване на мляко

## Културни и природни забележителности
В центъра на с. Сломер е изграден войнишки паметник-чешма в чест на загиналите войници от селото във войните 1912 – 1913 г. и 1944 – 1945 г.
Читалище „Развитие“ е основано през 1895 г. и разполага с библиотека и неработещ киносалон. Православният храм „Свети Йоан Рилски“ е зографисан със стенописи и фрески, добре съхранени и автентични – от изграждането му. В селото са изградени петнадесет чешми с чучури, „постави“ за поене на животни и специални места за пране и сушене на дрехи. В местностите „Слава могила“, от която селището носи името си, „Трите могили“, „Корийката“, „Страната“, „Зад бърдо“, гората „Кусора“ и цялото землище на селото, могат да се видят различни природни забележителности.

## Редовни събития
Всеки петък се провежда битов пазар. На него се предлагат вещи, необходими за бита и съществуването на хората от селото. Празника на селото – Съборът се провежда всеки трети уикенд на месец октомври. Пенсионерски клуб „Еделвайс“ организира честването на празниците „Бабинден“, „Баба Марта“, „Осми март“ и на всички национални празници.

## Личности
Недялко Мочуров Атанасов, роден през 1881 г. в с. Сломер, почива през 1960 г. в гр. София. Завършва гимназия в гр. Шумен и Търговското училище в гр. Свищов. Български учител и виден български политик от БЗНС. Председател на Осемнадесетото и Деветнадесетото Народни събрания. Депутат в Народното събрание 1911 – 1913, 1914 – 1923, 1938 – 1939, 1945 – 1946. Министър в Правителството на Александър Стамболийски. Лежи в затвора след Деветоюнския преврат (1923) и след Девети септември 1944 г.
Атанас Савов Мочуров, роден на 12 май 1931 г. в с. Сломер. Завършва филологическия факултет на Софийския университет, състудент на Недялко Йорданов. Български учител, редактор, поет, белетрист, драматург, публицист и литературен критик. Автор на множество поезия, романи, книги за деца и помагала. Депутат във Великото Народно Събрание. Член на СБП. Живее в гр. Варна. Работи и твори под псевдонима „Сломер“.
Петко Петков, роден през 1949 г. в с. Сломер, професор. Автор и съавтор на 3 учебника, 2 ръководства и 3 учебни помагала по говедовъдство. Има публикувани над 60 научни и 10 научнопопулярни статии. Живее в гр. Стара Загора.
Трифон Костадинов Иванов е роден през 1947 г. в с. Сломер, специалист по вътрешни болести, доцент-доктор от НИЛВТ към катедра „Медицина на бедствени ситуации и токсикология“ към МБАЛ-София ВМА. Има публикувани самостоятелно и в съавторство над 100 научни труда в областта на токсикологията. Живее в гр. София.